# Sistema de alerta rápido

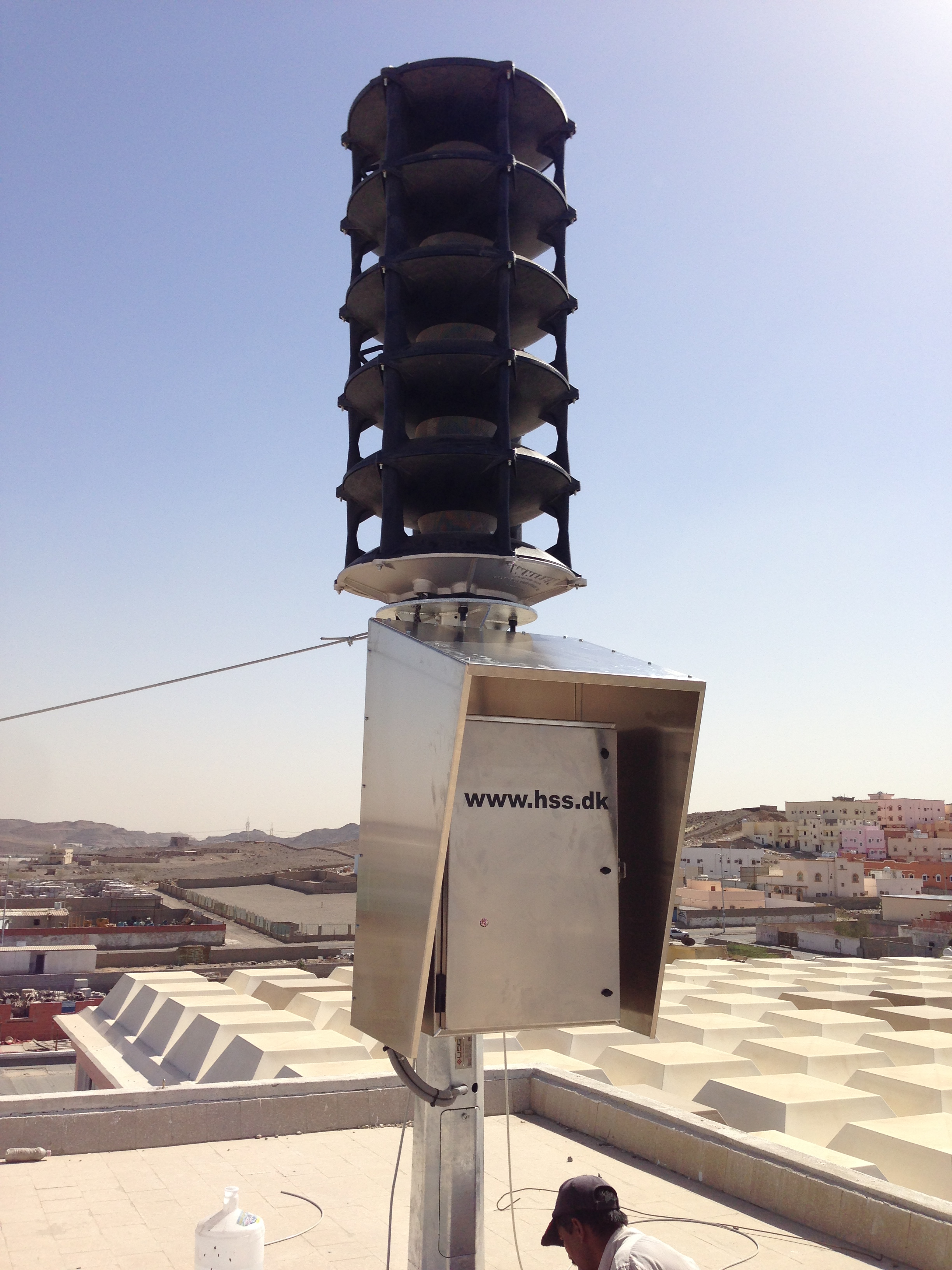
Uma sirene eletrónica TWS 295 da HSS Engineering de alerta de Defesa Civil

Um sistema de alerta rápido é um sistema de alerta que pode ser implementado como uma cadeia de sistemas de comunicação de informações e compreende sensores, deteção de eventos e subsistemas de decisão para identificação precoce de perigos. Estes sistemas trabalham em conjunto para prever e sinalizar perturbações que afetam negativamente a estabilidade do mundo físico, dando tempo ao sistema de resposta para se preparar para o evento adverso e minimizar o seu impacto.
Para serem eficazes, os sistemas de alerta precoce precisam de envolver ativamente as comunidades em risco, facilitar a educação e a sensibilização do público para os riscos, disseminar eficazmente alertas e avisos e garantir que existe um estado constante de preparação. Um sistema de alerta precoce completo e eficaz suporta quatro funções principais: análise de riscos, monitorização e aviso; disseminação e comunicação; e capacidade de resposta.

## Aplicação
A análise de risco envolve a coleta sistemática de dados e a realização de avaliações de risco de perigos e vulnerabilidades predefinidos. A monitorização e o alerta envolvem o estudo dos fatores que indicam a iminência de um desastre, bem como os métodos utilizados para detectá-los. A disseminação e a comunicação envolvem a comunicação das informações e alertas de risco para alcançar as pessoas em perigo de forma clara e compreensível. Por fim, uma capacidade de resposta adequada requer a elaboração de um plano de resposta nacional e comunitário, a testagem do plano e a promoção da prontidão para garantir que as pessoas saibam como responder aos alertas.
Um sistema de alerta precoce é mais do que um sistema de alerta, que é simplesmente um meio pelo qual um alerta pode ser disseminado ao público.

### Em defesa
Radares de alerta precoce, satélites de alerta precoce e alerta e controlo aéreo antecipado são sistemas usados para detetar potenciais ataques de mísseis. Ao longo da história humana, os sistemas de alerta que os utilizam apresentaram mau funcionamento várias vezes, incluindo alguns alarmes falsos relacionados com armas nucleares. Devido à enorme disponibilidade de informações por meio dos média e das redes sociais, os sistemas de alerta precoce que usam estas vastas quantidades de informações também são desenvolvidos para detetar potencialmente riscos de terrorismo e novos ataques terroristas. Isto baseia-se na suposição de que a cobertura de notícias agregadas funciona como um mecanismo de sabedoria da multidão, onde informações agregadas (e quantificadas) podem fornecer uma fonte de informações confiável e económica para previsões mais precisas e precisas.
Os sinais artificiais mais fáceis ou mais prováveis de serem detetados da Terra em torno de estrelas distantes são pulsos breves transmitidos por radares de alerta antecipado e de vigilância espacial de mísseis antibalísticos (ABM) durante a Guerra Fria e, posteriormente, por radares astronómicos e militares.

### Para desastres naturais
Os cientistas estão a investigar e desenvolver sistemas para prever erupções de vulcões, terramotos e outros desastres naturais.

#### Terramotos

Uma animação detalhando como os sistemas de alerta de terramoto funcionam: quando ondas P são detetadas, as leituras são analisadas imediatamente e, se necessário, as informações de alerta são distribuídas para utilizadores avançados e telemóveis, rádio, televisão, sirenes e sistemas de altifalantes/sistemas de alarme de incêndio antes da chegada das ondas S.

Um sistema de alerta precoce de terramotos (em inglês EEW) é um sistema de acelerómetros, sismómetros, comunicação, computadores e alarmes que foi concebido para notificar rapidamente as regiões adjacentes de um terramoto substancial assim que este começa. Isto não é o mesmo que a previsão de terremotos, que atualmente não é capaz de produzir avisos de eventos decisivos.

### Para doenças
Poderiam ser desenvolvidos e utilizados sistemas de alerta precoce para prevenir e atenuar pandemias, por exemplo, antes que estas se transmitam de outros animais para os seres humanos, e surtos de doenças.

### Para adaptação climática
Devido às alterações no clima extremo e à elevação do nível do mar, devido às alterações climáticas, a ONU recomendou sistemas de alerta precoce como elementos-chave da adaptação às alterações climáticas e da gestão do risco climático. Inundações, ciclones e outros eventos climáticos de rápida mudança podem tornar as comunidades em áreas costeiras, ao longo de zonas de inundação e dependentes da agricultura muito vulneráveis a eventos extremos. Para este fim, a ONU encontra-se numa parceria intitulada "Risco Climático e Sistemas de Alerta Precoce" para ajudar países de alto risco com sistemas de alerta negligenciados a desenvolvê-los.
Os países europeus também têm visto os sistemas de alerta precoce ajudarem as comunidades a adaptarem-se à seca, às ondas de calor, às doenças, aos incêndios e a outros efeitos relacionados com as alterações climáticas. Da mesma forma, a OMS recomenda sistemas de alerta precoce para evitar aumentos na morbilidade e nos surtos de doenças relacionados com as ondas de calor.

### Monitorização de tentativas de modificação da radiação solar
As agências governamentais dos EUA estão a operar um sistema de alerta antecipado aéreo para detetar pequenas concentrações de aerossóis e detetar onde outros países podem estar a realizr tentativas de geoengenharia. Acredita-se que a modificação da radiação solar tenha efeitos imprevisíveis no clima.

### Para preocupações químicas
Um grande número de substâncias químicas (aproximadamente 350.000)  foram criadas e utilizadas sem uma compreensão completa dos perigos e riscos que cada uma delas representa. As substâncias químicas têm o potencial de causar degradação ambiental e danos à saúde humana. Estão a ser criados sistemas de priorização de substâncias químicas e de alerta precoce para ajudar a compreender quais as substâncias químicas que devem ser alvo de intervenções regulamentares.
A Agência Ambiental do Reino Unido criou um Sistema Nacional de Priorização e Alerta Precoce (PEWS) para contaminantes que suscitam preocupações emergentes.

## História
Desde o tsunami no Oceano Índico de 26 de dezembro de 2004, houve um aumento no interesse no desenvolvimento de sistemas de alerta precoce. No entanto, os sistemas de alerta precoce podem ser usados para detetar uma ampla gama de eventos, como colisões de veículos, lançamentos de mísseis, surtos de doenças e assim por diante. Consulte "sistema de alerta" para uma lista mais ampla de aplicações que também podem ser suportadas por sistemas de alerta precoce.

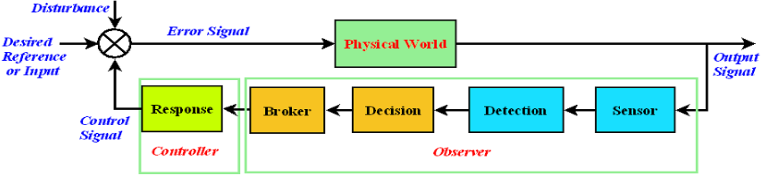
Modelo de controlador observador EWS e o subsistema